# Ионсон, Яков Иванович
Яков Иванович Ионсон (Якоб Йонсон, нем. Jakob Jonson; 1806—1865) — российский агроном

 и педагог.
Профессор Дерптского университета. Главные из его трудов: «Правила оценки сельскохозяйственных земель» (1840, на нем. языке; русский перевод Я. Н. Калиновского, 1862); «Средство заменять хлеб, в случае его неурожая, другими растениями» (1846); «Практическое руководство к употребление всех доныне известных землеудобрительных веществ или туков, и пр.» (1846); «Практические правила для руководства при покупке лошадей» (1850, 2-е изд. 1855); «Руководство к винокурению» (1859); «Руководство к приготовлению солода» (1859); «О сельском хозяйстве в России. Путевые заметки о разных губерниях» (1861) и др.